# Michaił Bogdanow (kombrig)
Michaił Wasiljewicz Bogdanow, ros. Михаил Васильевич Богданов (ur. 1897 we wsi Woźnia w guberni smoleńskiej, zm. 19 kwietnia 1950 w Moskwie) – kombrig Armii Czerwonej, szef oddziału artylerii w sztabie Sił Zbrojnych Komitetu Wyzwolenia Narodów Rosji pod koniec II wojny światowej.

## Życiorys
W 1919 r. wstąpił do armii bolszewickiej. Doszedł do stopnia kombriga. W momencie ataku Niemiec na ZSRR 22 czerwca 1941 r., sprawował funkcję dowódcy artylerii VIII Korpusu Strzeleckiego. 10 sierpnia tego roku dostał się do niewoli niemieckiej. Od 6 kwietnia 1942 r. był osadzony w oflagu w Hammelburgu, gdzie podjął kolaborację z Niemcami. Opracowywał dla Wehrmachtu analizy z działań Armii Czerwonej na Froncie Południowo-Zachodnim. Od 18 listopada 1942 r. pracował na rzecz Organizacji Todt. Został przeniesiony pod Berlin, gdzie mianowano go kierownikiem wyższej niemiecko-rosyjskiej szkoły specjalistów, która przygotowywała kadry dla tyłowych służb Wehrmachtu. Następnie objął funkcję zastępcy kierownika Zarządu „Wołga” Organizacji Todt, przy Grupie Armii Środek. 30 sierpnia 1943 r. spotkał się w Berlinie z gen. Andriejem Własowem, który znał go dobrze z okresu służby w Armii Czerwonej. W październiku tego roku wstąpił do Rosyjskiej Armii Wyzwoleńczej (ROA). Od 20 listopada znajdował się w rezerwie oficerskiej szkoły propagandystów ROA w Dabendorfie. W grudniu został przeniesiony do inspekcyjnej grupy kierowanej przez gen. Iwana Błagowieszczeńskiego. Niemcy mianowali go wówczas generałem majorem. Pod koniec grudnia 1944 r. objął funkcję szefa oddziału artyleryjskiego w sztabie Sił Zbrojnych Komitetu Wyzwolenia Narodów Rosji. Pod koniec wojny nawiązał kontakt z czechosłowackimi partyzantami komunistycznymi, informując ich o działaniach ROA na obszarze Czechosłowacji. Następnie wysłał do nich pismo z prośbą o zabranie go. 10 maja 1945 r. został przejęty przez partyzantów, którzy natychmiast wydali go Sowietom. Po procesie skazano go na karę śmierci, wykonaną przez rozstrzelanie 19 kwietnia 1950 r.